# Senecio carbonensis
Senecio carbonensis là một loài thực vật có hoa trong họ Cúc. Loài này được C.Ezcurra, M.Ferreyra & S.Clayton miêu tả khoa học đầu tiên năm 1995.